# 3456 Etiennemarey
3456 Etiennemarey è un asteroide della fascia principale. Scoperto nel 1985, presenta un'orbita caratterizzata da un semiasse maggiore pari a 2,1645531 UA e da un'eccentricità di 0,0155317, inclinata di 1,77972° rispetto all'eclittica.
L'asteroide è dedicato al fisiologo francese Étienne-Jules Marey che per primo utilizzo strumenti di registrazione audio e video. Da notarsi come la numerazione dell'asteroide se digitata su una tastiera telefonica dia anche il termine inglese FILM che indica il nastro di registrazione.